# Omicron Tauri
Pour les articles homonymes, voir Omicron.
Désignations
Omicron Tauri (ο Tau / ο Tauri) est une étoile binaire de la constellation du Taureau. Sa magnitude apparente est de +3,60. Le système est distant d'environ ∼ 216 a.l. (∼ 66,2 pc) de la Terre et il se rapproche du système solaire à une vitesse radiale héliocentrique de −20 km/s.
Omicron Tauri est un système binaire spectroscopique à raies simples dont les deux étoiles complètent une orbite l'une autour de l'autre selon une période de 4,53 ans et à une excentricité de 0,263. Sa composante visible est une géante jaune de type spectral G6III.